# ワタナベカズキ
ワタナベ カズキ（1983年4月5日 - ）は、日本の映像作家。
株式会社MASHIKAKU所属。

## 来歴
千葉県館山市生まれ。千葉県立安房高校、日本大学芸術学部放送学科卒。
大学卒業後、TV制作会社の株式会社イースト入社。奇跡体験!アンビリバボーなどのTV番組制作に関わったのちフリーの映像作家として活動開始。映画、ドラマ、PV、CM等活動は多岐にわたる。
多数の2.5次元舞台、演劇公演に映像演出のディレクターとしても参加。

## エピソード
- 好きな食べ物は縁日の鈴カステラ。
- 舞台映像を始めるきっかけは大学時代のサークルの先輩が御笠ノ忠次主催SPACENOIDの公演内の映像を作っていたが卒業で作れなくなりそれを引き継いだ為。

## 主な作品

### 舞台

#### 2013年以前
- 時速246億「ささやかなこの人生」（2009年）
- 時速246億「記憶メモリン」（2010年）
- 時速246億「グレイトフルデッド」（2011年）
- 時速246億「リボン」（2012年）
- SUGARBOY「フルーツ」(2012年)
- 青年団「銀河鉄道の夜」(2012年)
- 久ヶ沢牛乳Presents「A HALF CENTURY BOY」（2012年）
- おちゃめいつ café公演「独<どいつ>」（2012年）
- ロボット演劇版「銀河鉄道の夜」(2013年)
- 時速246億vol.A「No.721」（2013年）
- 時速246億 vol.B「theatrical」（2013年）
- 劇団ハーベスト「見切り発車シスターズ -happy go lucky-」（2013年）
- ミュージカル「WAYOUT」（2013年）

#### 2014年
- 「メサイア〜白銀ノ章〜」
- ミュージカル「WAYOUT2014」
- 朗読劇「猫と裁判」
- 「メサイア〜紫微の章〜」
- 劇団ハーベスト 「反重力ガール -starting over!!-」
- おちゃめいつ2「PASS（ぱす）」
- プロペラ犬×時速246億 SPECIALコラボ公演「ハッピーセット」
- 劇団レトロノート「クランクアップはまだ早い」
- 「世襲戦隊カゾクマン」

#### 2015年
- モンキーチョップ「十戒」
- ミュージカル「WAYOUT 2015」
- 岡崎藝術座「+51 アビアシオン,サンボルハ」
- 時速246億「春の桜まつり2015」
- 舞台「メサイア〜翡翠ノ章〜」
- hicobae × project「H12」
- 小林顕作ソロ・パフォーマンス「ひとりでシェイクスピア」
- 乃木坂46 舞台「じょしらく」
- WBB「ネバー×ヒーロー」
- KPR 「1969：A Space Odyssey？Oddity！」（フランス・アヴィニョン/チュニジア・チュニス）
- 「メサイア〜鋼ノ章〜」
- 舞台版「三匹のおっさん」
- モモンガコンプレックス「つまりは、ダンスでコマーシャル。」(越後妻有大地の芸術祭)
- 舞台「ギャグマンガ日和」
- ミュージカル「青春-AOHARU-鉄道」
- 川本成ソロ公演「独立」

#### 2016年
- ポンコツバロンプロジェクト「回転する夜」
- 案山子堂「彼女はそこに立っていた/みじめ」
- ONEOR8「そして母はキレイになった」
- KPR 「ROMEO and TOILET」(第4回世田谷区芸術アワード”飛翔”受賞者公演)
- 舞台「ギャグマンガ日和 デラックス風味」
- 番町ボーイズ「空空漠漠明明白白」
- 乃木坂46 舞台「じょしらく弐～時かけそば～」
- 劇団ハーベスト「真っ向ガール」
- キッズ・ミュージカル「ワンサくん」－祭りにいくぞ！大脱走！－
- 「インフェルノ」
- 川本成ソロ公演「独歩」
- ミュージカル「青春-AOHARU-鉄道２」〜信越地方よりアイを込めて
- 時速246億「バック・トゥ・ザ・ホーム」
- KPR 「1969：A Space Odyssey？Oddity！」(タイ・バンコク/韓国・ソウル）
- hicobae × project「H12」
- 「EXTRA EXTRA」
- ONEOR8「さようならば、いざ」

#### 2017年
- 「メサイア-暁乃刻-」
- 舞台「遙かなる時空の中で6 幻燈ロンド」
- 演劇女子部「ファラオの墓」
- おん・すてーじ「真夜中の弥次さん喜多さん」双
- 「メサイア-悠久乃刻- 」
- 舞台「ダイヤのA The Live 5」
- 舞台「北斗の拳 -世紀末ザコ伝説-」
- 超！脱獄歌劇「ナンバカ」
- 「世襲戦隊カゾクマンII」
- 川本成ソロ公演「独走」
- 舞台「OZMAFIA!!」
- ONEOR8「グレーのこと」
- 舞台「パタリロ!」

#### 2018年
- あにてれ×=LOVE ステージプロジェクト「けものフレンズ」
- 高木俊・寺山武志の「トビセカ‼︎〜チョチョチョチョレンジ〜」
- 「メサイア-月詠乃刻-」
- 舞台「パタリロ!」★スターダスト計画★
- 舞台「真・三國無双 官渡の戦い」
- ミュージカル「青春-AOHARU-鉄道3」〜延伸するは我にあり〜
- KPR「1969：A Space Odyssey？Oddity！」（ルーマニア・トゥルゴヴィシュテ）
- おん・すてーじ「真夜中の弥次さん喜多さん」三重
- 舞台「アニドルカラーズ〜シリウス学園編〜」
- 舞台「ひらがな男子」
- 「ダンガンロンパ3 THE STAGE 2018 ～The End of 希望ヶ峰学園～」
- 川本成ソロ公演「独特」
- 港ロッ区「ロックの女」
- 舞台「かくりよの宿飯」
- 時速246億「バック・トゥ・ザ・ホーム2018」
- 時速246億「バック・トゥ・ザ・ホーム2」
- 歌劇派ステージ 「ダメプリ ダメ王子 VS 完璧王子」
- 舞台「pet」-壊れた水槽-
- 舞台「遙かなる時空の中で3」

#### 2019年
- MASHIKAKU CONTE LIVE「ユニコーン」
- 舞台「紫猫のギリ」
- 「メサイアトワイライト -黄昏の荒野- 」
- 舞台「真・三國無双 赤壁の戦い」
- 舞台版「妖怪! 百鬼夜高等学校」
- ミュージカル「青春-AOHARU-鉄道」〜すべての路は所沢へ通ず〜
- ミュージカル「憂国のモリアーティ」
- 富山のはるか「フランケンシュタイン」
- KPR「あしたの魔女ョー［或いはRocky Macbeth］」（アメリカ・ニューヨーク）
- 歌劇派ステージ「ダメプリ ダメ王子 VS 偽者王子」
- 男劇団 青山表参道X 「ENDLESS REPEATERS -エンドレスリピーターズ-」
- 舞台「pet」-虹のある場所-
- 世襲戦隊カゾクマンIII
- 「スタンレーの魔女」
- SUGARBOY「タイプ」
- 「メサイア -黎明乃刻- 」
- ミュージカル「青春-AOHARU-鉄道」〜コンサート Rails Live 2019〜
- 舞台「OZMAFIA!!　Sink into oblivion」
- IdentityV STAGE Episode 1「What to draw」
- 「PERSONA5 the Stage」[1][出典無効]

#### 2020年
- MASHIKAKU CONTE LIVE「リンドバーグ」（2020年1月、博品館劇場）
- 音楽劇「黒と白 -purgatorium-」

### TV
- 「魔法少女サイト」/EDディレクター(2018年)
- 「ノラと皇女と野良猫ハート」６話「世界平和」ディレクター (2017年）[2][出典無効]
- 「おんてぃーびー真夜中の弥次さん喜多さん」/ディレクター(2016年 /TOKYOMX)
- 衛星放送協会「不正アップロード防止キャンペーンTVCM」/構成,監督(2016年)

### MV
- マチーデフ「星のミナモト」(2019年/監督)
- 港ロッ区「地鳴り」(2018年/監督) [3][出典無効]
- THE LITTLE BLACK「ドロミズ」(2018年/監督)[4][出典無効]
- ひめとまほう「Catacombe」(2017年/監督)[5][出典無効]
- みきちゅ「アイドルの秘密」(2014年/監督)
- ぐしゃ人間「僕の右手」(2014年/監督)
- ぐしゃ人間「死ね」(2013年/監督)
- ぐしゃ人間「FFV」(2011年/監督)

### DVD
- 「最遊記歌劇伝 the Movie -Bullets-」/監督 (原作:峰倉かずや「最遊記」/2017/DVD)[6][出典無効]

### その他
- 映画「劇場版パタリロ」タイトルデザイン/劇中LED映像(2019年/監督：小林顕作)
- グループ魂ライブ用映像「東京午前３時/港カヲル物語」/監督補,編集 (2017年/監督：細川徹)[7][出典無効]
- 漫画「ショートピース」監修(作：小林有吾)

### 短編

#### 異類婚のエスノグラフィー(2016/17min/HD)
- 2016八王子ショートフィルム映画祭審査員特別賞

#### キメラガールアンセム(2013/30min/HD)
- 福岡インディペンデント映画祭2013 奨励賞
- 福井映画祭 2013 入選
- TAMA NEW WAVE「ある視点」部門選出
- 札幌国際短編映画際 2013 JAPAN オフシアター部門選出

#### ウォーク・アンド・スウイングスルー(2012/44min/HD)
- 3RD THEATER FESTIVAL 2013 特別賞/技術賞
- 第 6 回田辺・弁慶映画祭 裏映検審査員賞
- 福岡インディペンデント映画祭 2014 優秀賞
- 福井映画祭 2012 入選

#### ビリーザキッドの最期の弾丸(2011/26min/HD)
- 3RD THEATER FESTIVAL 2012 特別賞
- 山形国際ムービーフェスティバル 2011 MOVIE ON 賞
- ふかやインディーズフィルムフェスティバル 2011 入選
- 福井映画祭 2011 入選
- 古湯映画祭 入選
- 札幌国際短編映画際 2012 JAPAN オフシアター部門選出

#### △サンカク(2008/28min/DV)
- 第 17 回東京国際レズビアン&ゲイ映像祭コンペティション部門 グランプリ
- うえだ城下町映画祭 審査員特別賞